# Aéroport international Nnamdi Azikiwe
L'Aéroport International Nmamdi Azikiwe (code IATA : ABV • code OACI : DNAA) est un aéroport desservant la capitale du Nigeria, Abuja. C'est le 2e aéroport le plus important du pays après l'aéroport international Murtala-Muhammed de Lagos, avec environ 3 millions de passagers annuels. Il fut nommé ainsi en hommage au premier président nigérian, Nnamdi Azikiwe.
En 2009, un vaste projet de rénovation fut décidé, avec la construction d'une nouvelle piste d'atterrissage, des parkings, des hôtels, et autres infrastructures. 
Des vols internes relient Abuja à la quasi-totalité des aéroports du Nigeria, les liaisons les plus fréquentées étant celles en direction de Lagos, Port-Harcourt et Kano. Les vols internationaux permettent de rejoindre directement, sur le continent africain, Abidjan, Accra, Addis-Abeba, Le Caire, Johannesburg, Lomé, Nairobi, N'Djamena, et hors Afrique, Djeddah, Dubaï, Francfort, Istanbul, Londres et Paris. 

## Situation
| Uyo Katsina Owerri Asaba Kaduna Maiduguri Port · Harcourt Int. P. Harcourt · Ville Kano Lagos Abuja Sokoto Enugu Akure Bauchi Benin Dutse Ibadan Ilorin Jalingo Makurdi Calabar Warri Jos Yola |

## Statistiques
Pour des raisons techniques, il est temporairement impossible d'afficher le graphique qui aurait dû être présenté ici.

Voir la requête brute et les sources sur Wikidata.

## Compagnies et destinations
| Compagnies              | Destinations |
| ----------------------- | --- |
| Aero Contractors        | - État du Bauchi, - Bénin City (en), - Lagos-Murtala Muhammed, - Owerri S. Mbakwe, - Port Harcourt-International, - Sokoto, - Uyo, - Yola |
| Africa World Airlines   | Accra-Kotoka |
| Air Algérie             | Alger-Houari-Boumédiène, Douala |
| Air Côte d'Ivoire       | Abidjan-F.-H.-Boigny |
| Air France              | N'Djaména, Paris-Charles de Gaulle |
| Air Peace               | - Akure (en), - Asaba, - Bénin City (en), - Calabar-M. Ekpo, - Dubaï, - Enugu Akanu Ibiam (en), - Gombe Lawanti (en), - Ibadan, - Ilorin, - Kano-Mallam Aminu, - Kebbi, - Johannesbourg OR Tambo, - Lagos-Murtala Muhammed, - Niamey-D. Hamani, - Masai Mara-Angama (sv), - Owerri S. Mbakwe, - Port Harcourt-International, - Warri (en), - Yola |
| Arik Air                | - État du Bauchi, - Bénin City (en), - Ilorin, - Lagos-Murtala Muhammed, - Port Harcourt-International, - Yola |
| ASKY Airlines           | Lomé-G. Eyadéma, N'Djaména, Yaoundé-Nsimalen |
| Azman Air               | Bénin City (en), Kano-Mallam Aminu, Lagos-Murtala Muhammed |
| British Airways         | Londres-Heathrow |
| EgyptAir                | Le Caire |
| Emirates                | Dubaï |
| Ethiopian Airlines      | Addis-Abeba Bole |
| Green Africa Airways    | Lagos-Murtala Muhammed |
| Ibom Air                | Lagos-Murtala Muhammed, Uyo, Yenagoa |
| Lufthansa               | Francfort |
| Max Air                 | - État du Bauchi, - Jos, - Kano-Mallam Aminu, - Lagos-Murtala Muhammed, - Maiduguri, - Yola |
| Overland Airways        | - Akure (en), - Asaba, - État du Bauchi, - Calabar-M. Ekpo, - Dutse, - Ibadan, - Ilorin, - Jalingo, - Jos, - Kano-Mallam Aminu, - Katsina, - Lagos-Murtala Muhammed, - Minna |
| Qatar Airways           | Doha-Hamad |
| Royal Air Maroc         | Casablanca-Mohammed-V |
| Rwandair                | Accra-Kotoka,Kigali |
| Turkish Airlines        | Istanbul |
| United Nigeria Airlines | - Asaba, - Enugu Akanu Ibiam (en), - Lagos-Murtala Muhammed, - Masai Mara-Angama (sv), - Owerri S. Mbakwe, - Yenagoa |
| ValueJet                | Kano-Mallam Aminu, Lagos-Murtala Muhammed, Yola |

Édité le 10/01/2020  Actualisé le 5/11/2023